# Fidèle Gouandjika
Fidèle Gouandjika (surnommé Chegué), né le 20 février 1955 à Mbaïki (Lobaye),  est un homme politique centrafricain.

## Biographie

### Formations et débuts
Il a subit une formation en tant qu’ingénieur en Télécommunications en Roumanie

### Carrière
Ingénieur des Télécommunications, il mène une carrière professionnelle fructueuse, qu'il termine en 2005 comme directeur commercial de la Société centrafricaine des télécommunications (Socatel), il sera même surnommé « le Milliardaire de Boyrabe » durant sa carrière politique.
Ministre des Postes et Télécommunications Chargé des Nouvelles Technologies, puis de  l'agriculture et du développement rural  du gouvernement de François Bozizé de 2005 à 2013, il s'exile en Roumanie à la chute de celui-ci. Il revient d'exil en septembre 2014.
Après des tergiversations, il est candidat indépendant à l'élection présidentielle centrafricaine de 2015. Son programme revendique un patriotisme centrafricain et un soutien aux anti-balakas. Il ne recueille que 1,25 % des suffrages.
Proche de la milice russe Wagner, il s'affichait au lendemain de l'assassinat d' Evgueni Prigojine avec un T-Shirt "Je suis Wagner" face aux caméras de TV5 Monde. "Je suis fier d'avoir connu ce monsieur qui a sauvé la démocratie en République centrafricaine" explique-t-il à propos de Prigojine.
Fidèle GOUANDJIKA est actuel ministre conseiller à la présidence.